# کلوور (ویرجینیا)
کلوور (به انگلیسی: Clover) یک منطقهٔ مسکونی در ایالات متحده آمریکا است که در ویرجینیا واقع شده‌است. کلوور ۱۸٫۱۸ کیلومتر مربع مساحت و ۴۳۸ نفر جمعیت دارد و ۱۵۳٫۰۱ متر بالاتر از سطح دریا واقع شده‌است.